# Direktør for Nordisk Råd
Direktører for Nordisk Råd siden 1971:
- 1971-1973 Emil Vindestmo (Norge)
- 1973-1977 Helge Seip (Norge)
- 1977-1982 Gudmund Saxrud (Norge)
- 1982-1987 Ilkka-Christian Björklund (Finland)
- 1987-1989 Gerhard af Schultén (Finland)
- 1990-1994 Jostein Osnes (Norge)
- 1994-1996 Anders Wenström (Sverige)
- 1996-1999 Berglind Ásgeirsdóttir (Island)
- 1999-2007 Frida Nokken (Norge)
- 2007-2013 Jan-Erik Enestam (Finland)
- 2014-2021 Britt Bohlin, (Sverige)
- 2021-     Kristina Háfoss, Færøerne[2]